# 八瀨比叡山口車站
35°3′54.79″N 135°48′30.65″E / 35.0652194°N 135.8085139°E

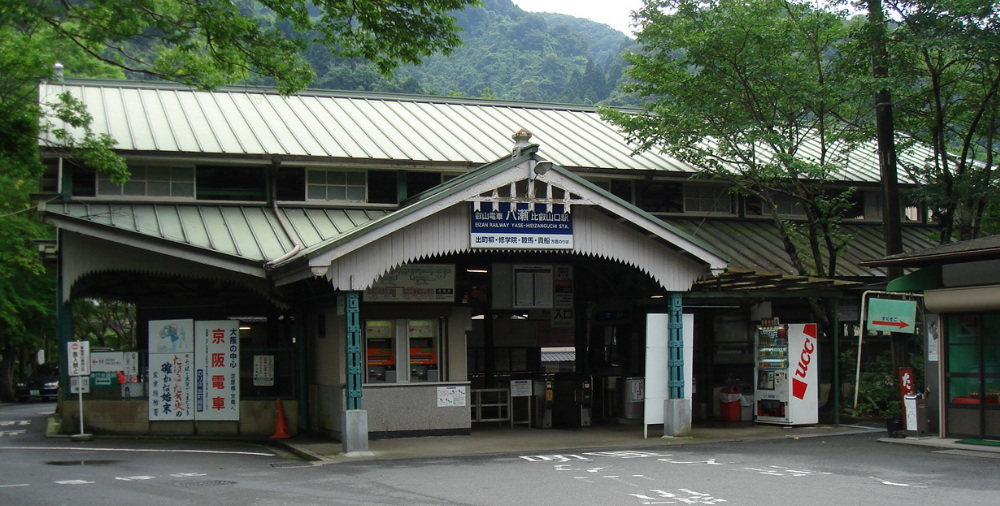
駅舎 - 2006年7月16日撮影（和上面2008年的照片比較，可得知是在驗票閘門上方屋頂的山牆部份的裝飾品被拆除之前。）

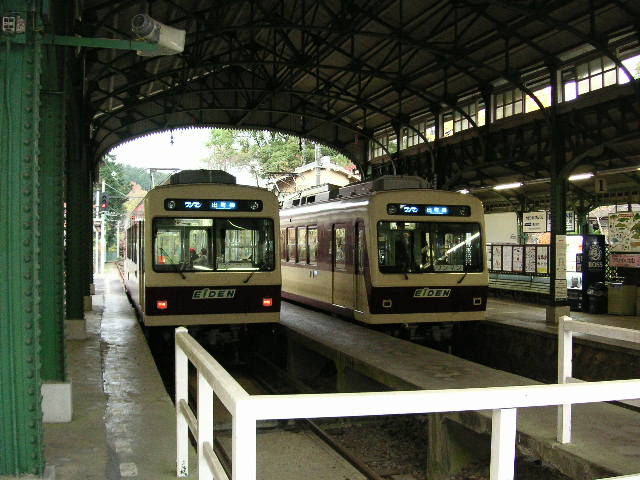
從月台的盡頭攝影。隆罩住月台和停車車輛的大大的屋頂為其特徵。

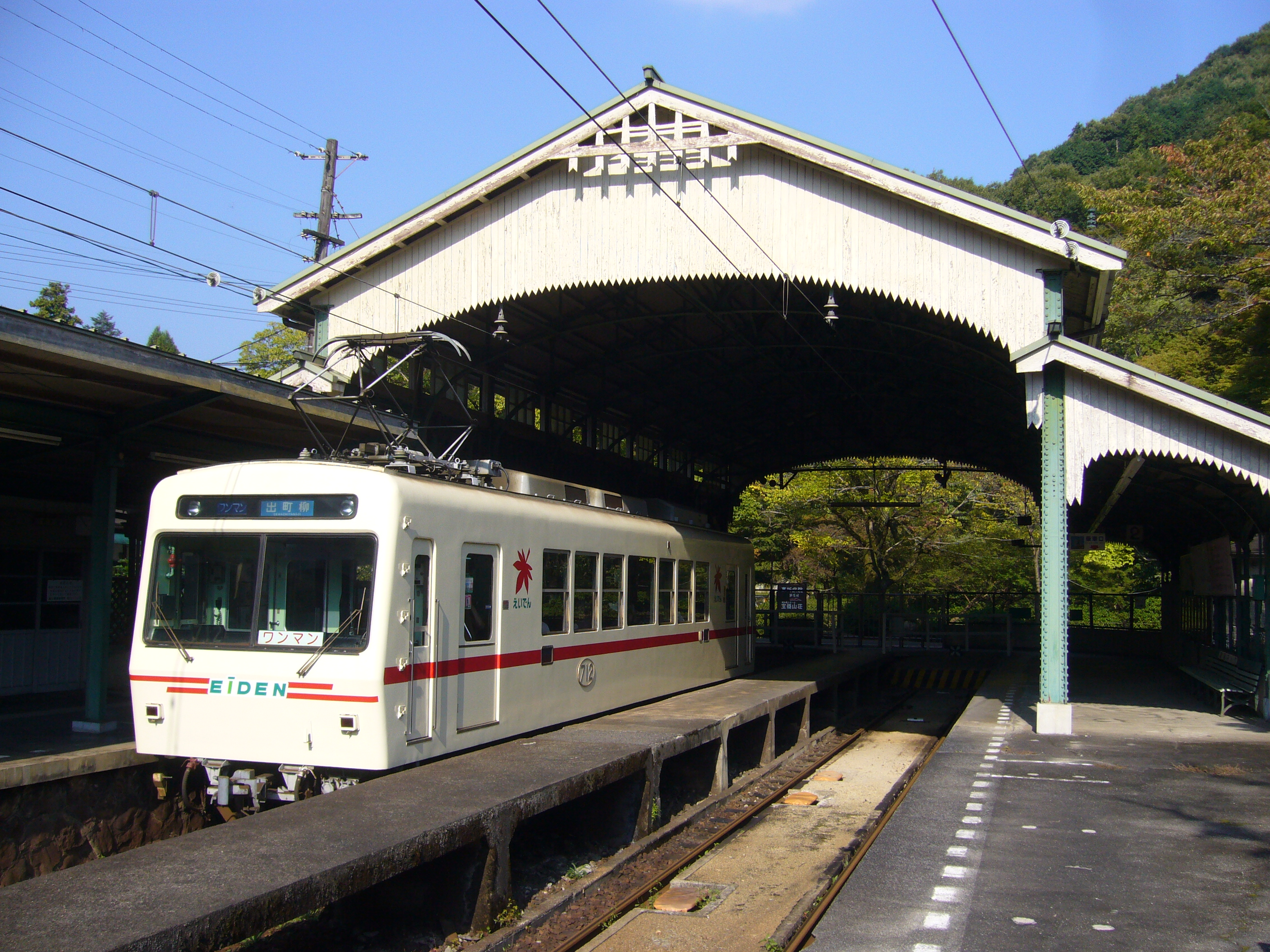
從月台的盡頭攝影。圓頂的山牆部至今還殘留著和曾設置在驗票閘門上方的裝飾品相同的飾物。

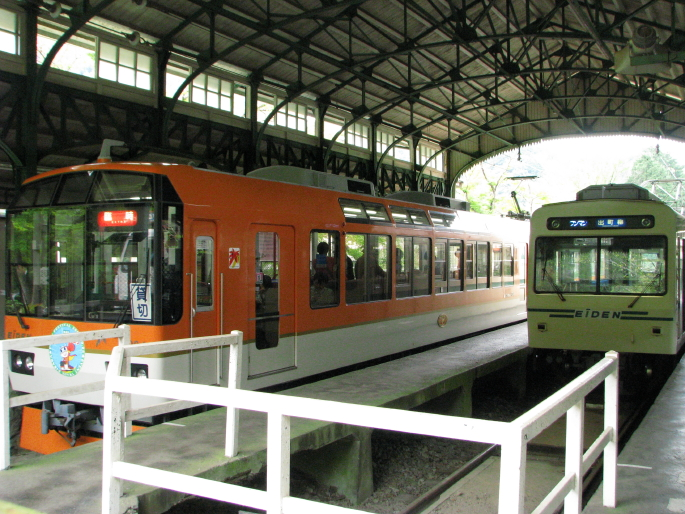
在特別活動運行期間行駛至八瀨叡山口車站的900系列Kirara及定期運行列車的700系列。

八瀨比叡山口車站（日语：／ Yase-hieizanguchi eki */?）是位於日本京都市左京區的叡山電鐵叡山本線的終點站。車站編號為E08。

## 概要
車站正如其名位在比叡山西邊的入口，可轉乘纜車、空中纜車繼續前往比叡山山頂。另外開業以來，站名由「八瀨」→「八瀨園地」→「八瀨比叡山口」的次序改變。在開通當時車站周邊以京都電燈及當地為中心被開發，設立了讓車站隨之改名的遊樂園「八瀨園地」等等，讓該處成了相當繁榮的觀光勝地。在現在是除了一部份的假日之外，可以散步享受當地自然風情、閒靜的觀光地點。
昔日設立在站前的八瀨遊樂園曾改設為「運動山谷京都（スポーツバレー京都）」→「森林的遊樂園（森のゆうえんち）」，之後於2001年關閉，隔年車站改名為現在的八瀨比叡山口車站。遊樂園的地點現在開設了以大規模會員制旅館「XIV八瀨離宮（エクシブ八瀬離宮）」為中心的老人之家，實行了為活用閒靜土地的再開發（從車站稍往北方，以及南方的地區也再實行住宅開發）。車站周邊有數間維持昔日風貌的茶館，可以吃上像鯡魚蕎麥麵和豬肉等等有京都風格的一餐。站前的高野川上有木造的橋，在那河岸邊也有許多烤肉或寫生的人。
現在，平日中午從出町柳發車到達本站的列車每小時只有三個班次，相對之下往學校和住宅較多的鞍馬線方向的列車班次，若包括在二軒茶屋車站折反的班次，則會多達每小時六班。另外，包含假日，駛往鞍馬車站的列車大多以兩節車廂為主體，相對之下來本站的列車則以單節車廂為主體。
要從市中心前往大原方向的話，可以這個車站轉搭公車，但因為車資較便宜，大部份都是直接從中心部搭乘京都巴士前往，幾乎沒有人在這個車站轉乘公車。不過，在秋天的觀光季節京都市內的塞車等交通情況會大幅惡化，因此也有人為了避免此事而利用轉乘的方式。
纜車的車站位在出閘門渡過木橋之後約300公尺處。另外，纜車、空中纜車除了年末和年初之外，於冬季停駛。

## 車站結構
自開通以來一直維持著木造站建築和終點站特有的圓頂狀的屋頂，讓人回想起過往的時光。車站在平時沒有人進駐，只有在乘客眾多時配置站員，且可以使用驗票閘門（1台）和自動販賣機（人少的時候會將驗票閘門蓋住停止使用）。
月台是3面2線的港灣式月台。驗票閘門並不像出町柳車站或鞍馬車站那樣位在頭端部，而是在左方的北側面向頭端部。頭端部有團體用的臨時出入口，但幾乎沒有在被利用。閘門側為1號線月台，南側為2號線月台。中間細長的下車用只有在2號線有電車到站時才會使用，但是沒有月台編號。平常只有1號線在使用，2號線則在平日早晨通勤時間或楓葉季節時有臨時增加班次（特別是在點燈的特別假日，班次表上的中午）的時候，或有臨時列車運行，要在此發車時才會使用。在一週之內只有30班，星期六和假日全部都是從1號線發車。

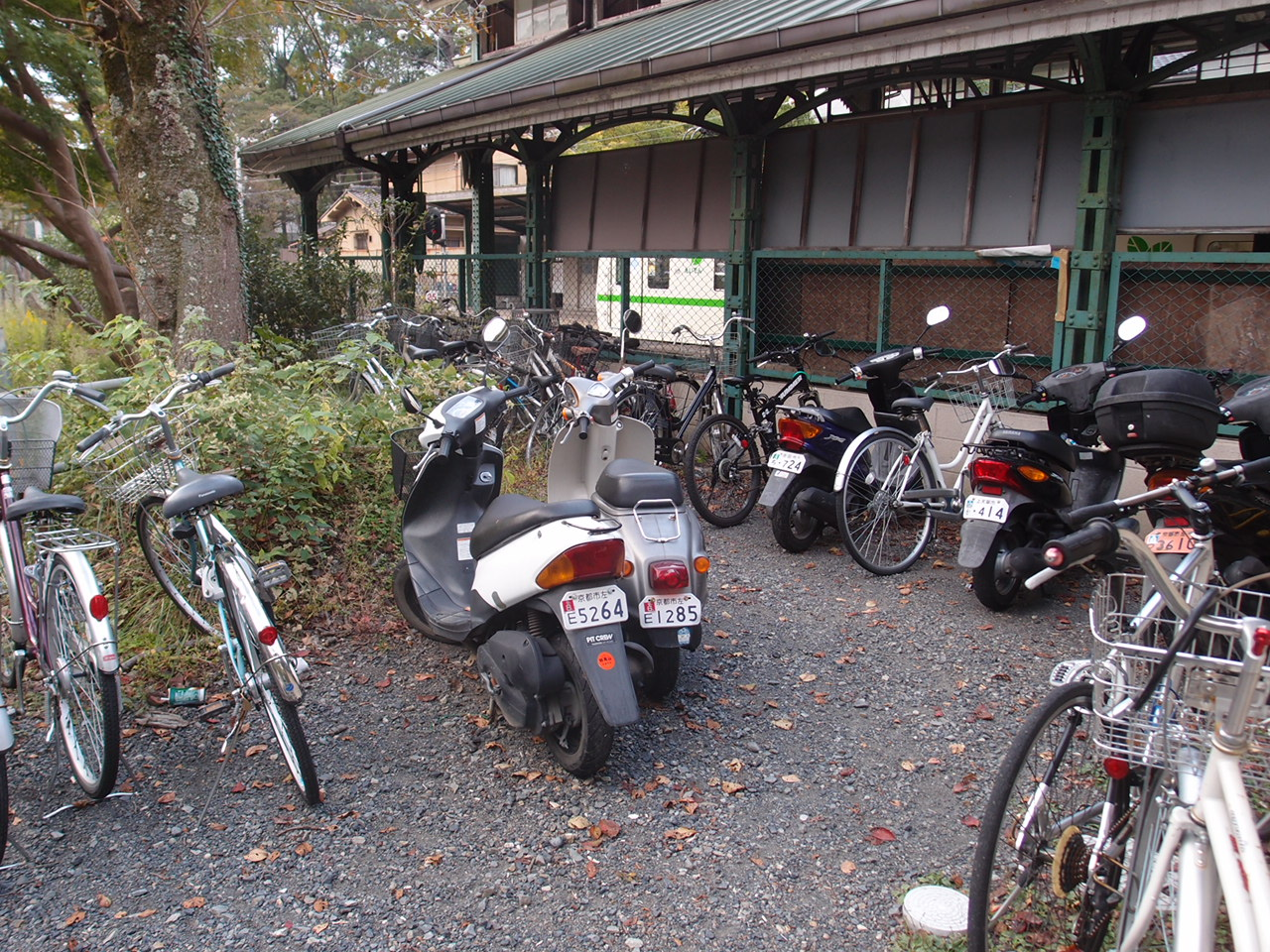
公廁背面的腳踏車停車場

1號月台側的最靠出町柳方向的地點，有面向月台的廁所，但是標示著「乘務員專用」，一般名眾需使用閘門外側位於2號線側的公廁，公廁背面還有小型的腳踏車停車場。乘務員廁所的隔壁，有電車折返時駕駛員的休息室。由於現在一節車廂列車在停車時會稍微停不住，圓頂狀的屋頂就電車長度而言有點不夠，但在1號線月台的遮蓬則被延長至整個月台。
站前到月台為止是平面的，在輪椅的使用上相當方便。

### 月台配置
| 月台 | 路線     | 目的地           |
| ---- | -------- | ---------------- |
| 1、2 | 叡山本線 | 寶池、出町柳方向 |

本站設有站長室，但除了觀光季節之外都沒有站員進駐，會有標示著工作人員不在的告示牌。
現在，雖然沒有公車路線經過車站前，但在京阪電鐵延伸到出町柳車站時，本站出閘門之後立刻就是八瀨遊園前，在該處整備了往大原的公車總站（2001年11月末廢止），因此有一段時期此處有穿梭巴士在運行。在車站前的會員制旅館「XIV八瀨離宮」入口前的階梯，是整備公車總站當時為了通至總站而建造的，登上階梯之後立刻就是當時總站所在地。

## 車站周邊
- 京福電氣鐵道叡山纜車 纜車八瀨站 …徒歩3分。往比叡山的纜車車站。
- 九頭龍大社（九頭龍辯財天）（從本站搭乘京都巴士在九頭龍辯天前下車）
- 喜鶴亭
- 高野川
- XIV八瀨離宮

### 公車站
八瀨車站前
位在從車站徒步2分鐘的國道367號路旁。
- 京都巴士
  - 10路:經由 八瀨繞道、大原 途中 往朽木學校前／往京阪出町柳車站
  - 16路:往大原／經由 京阪出町柳車站、三条京阪 往四条河原町
  - 17路:大原／經由 高野橋東詰、京阪出町柳車站、三条京阪、四条河原町  往京都車站
  - 18路:往大原／經由 白川通、東大路通、銀閣寺道、清水寺 往京都車站
  - 19路:經由 大原、古知谷  往小出石／往國際會館車站
  - 經由 八瀨車站前、高野玉岡町  往高野車庫

在1996年地下鐵烏丸線延伸至國際會館車站前，京都市營巴士（北6號路；北大路BT - 大原）也曾在此運行。

## 歷史
- 1925年（大正14年）9月27日　開業。當時為京都電燈的八瀨車站。
- 1942年（昭和17年）3月2日　由於公司的讓渡，成了京福電氣鐵道的車站。
- 1965年（昭和40年）8月1日 - 改名為八瀨遊園車站。
- 1986年（昭和61年）4月1日　由於公司的讓渡，成了叡山電鐵的車站。
- 2002年（平成14年）3月10日 - 改名為八瀨比叡山口車站。

## 相鄰車站
叡山電鐵
 叡山本線
三宅八幡（E07）－八瀨比叡山口（E08）

## 外部連結
- 八瀨比叡山口車站（叡山電鐵）
  - 車站資訊、車站結構圖 （页面存档备份，存于）（日語）
  - 標準發車時刻表（往出町柳、寶池）（日語）
- 八瀨車站前公車站（京都巴士）[永久]（日語）